# André Bié
André dos Santos (São Paulo, 9 de maio de 1979), mais conhecido como André Bié, é um treinador brasileiro de futsal. Atualmente, dirige a equipe do Carlos Barbosa (ACBF).

## Carreira
Iniciou sua carreira de treinador após uma breve passagem como atleta da modalidade, dirigindo a equipe do GDR Bate-Bola/7 de Setembro, de São Paulo. Entrou em 2015 para o Corinthians como treinador da categoria de base sub-20, e foi auxiliar técnico da equipe principal até ser promovido como treinador da equipe principal em 2016. Neste ano, conquistou a inédita Liga Nacional de Futsal, ao derrotar o Magnus nas finais. Neste ano, foi indicado pelo site Futsal Planet ao Futsal Awards de melhor treinador de clubes do mundo. Assumiu interinamente a Seleção Brasileira de Futsal em 2016 por dois meses, após a saída de Serginho Schiochet.
Conquistou outros seis títulos no comando da equipe paulista, com a qual tem contrato até o ano de 2020.

## Títulos
Nacionais
- Liga Nacional de Futsal: 2016
- Copa do Brasil de Futsal: 2018; 2019
- Supercopa do Brasil de Futsal: 2019

Estaduais
- Liga Paulista de Futsal: 2018; 2019
- Campeonato Paulista de Futsal: 2019